# Авторефрижератор

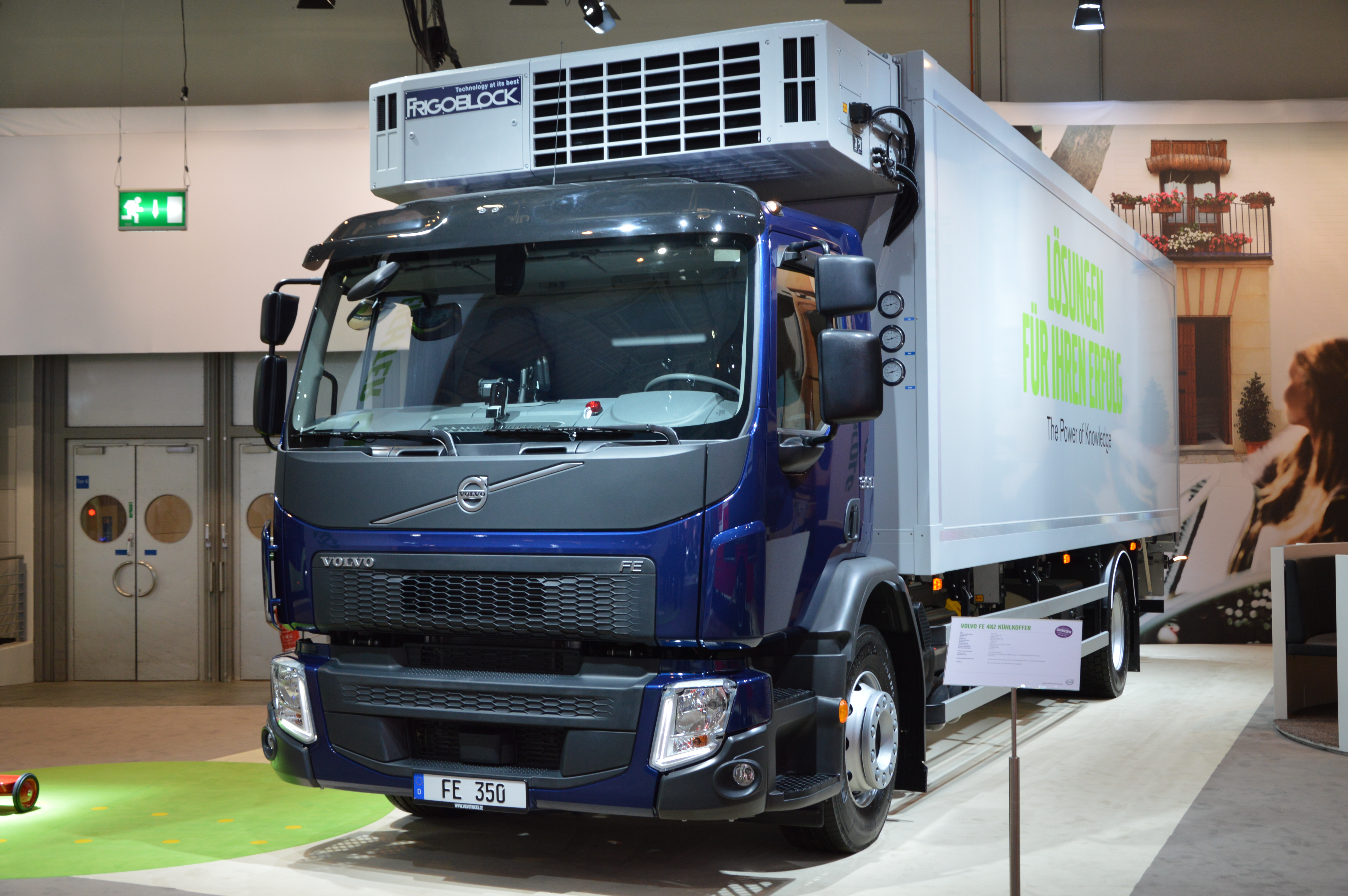
Авторефрижератор Volvo FE ІІ

Авторефрижератори — це вантажні автомобілі, причепи та напівпричепи, обладнані спеціальними теплоізольованими (ізотермічними) фургонами та холодильними установками. Завдяки цьому вони здатні підтримувати в вантажному відсіку чітко заданий температурний режим, що робить їх незамінними для перевезення продуктів харчування, медикаментів, хімічних речовин та інших вантажів, які потребують певних умов зберігання.

## Історія
Перший авторефрижератор, призначений для транспортування морозива, був винайдений у 1925 році. Станом на 2010 рік у світі є близько 4 млн авторефрижераторів.

## Будова та принцип роботи
Ізотермічні фургони авторефрижераторів виготовляються з декількох шарів:
- Зовнішня обшивка: виготовляється з міцних та стійких до атмосферних впливів матеріалів, таких як пластик, алюміній або оцинкована сталь.
- Теплоізоляційний шар: зазвичай використовується пінополістирол, пінополіуретан або мінеральна вата. Цей шар товщиною від 5 до 15 см  забезпечує мінімальні втрати тепла.
- Внутрішня обшивка: може бути виконана з пластику, алюмінію або нержавіючої сталі.

Спочатку рефрижератори для поглинання тепла використовували лід. Сьогодні рефрижератори використовують холодильну установку, або фазо-змінюваний матеріал в евтектичних установках, з температурою замерзання -32 °С. Холодильна установка авторефрижератора відповідає за підтримку необхідної температури всередині фургона. Її робота ґрунтується на принципі відведення тепла з вантажного відсіку. Існує декілька типів холодильних установок:
- Компресорні: найпоширеніший тип, який використовує компресор для циркуляції холодоагенту та його випаровування для поглинання тепла.
- Абсорбційні: працюють за рахунок абсорбції тепла хімічними речовинами.

- Евтектичні: використовують фазозмінні матеріали, які змінюють свій стан з твердого на рідкий при поглинанні тепла, а при його віддачі знову затвердівають.

Джерело живлення холодильної установки може бути різним:
- Від двигуна автомобіля: компресор приводиться в дію за допомогою ремінного приводу від двигуна.
- Автономне: використовується власний бензиновий або дизельний двигун внутрішнього згоряння.

- Електричне: працює від акумуляторів або підключення до електромережі.

Діапазон регулювання температур від +5 до -32 ° C.